# Praravinia minahassae
Praravinia minahassae är en måreväxtart som beskrevs av Sijfert Hendrik Koorders. Praravinia minahassae ingår i släktet Praravinia och familjen måreväxter. Inga underarter finns listade i Catalogue of Life.